# الحربة المقدسة

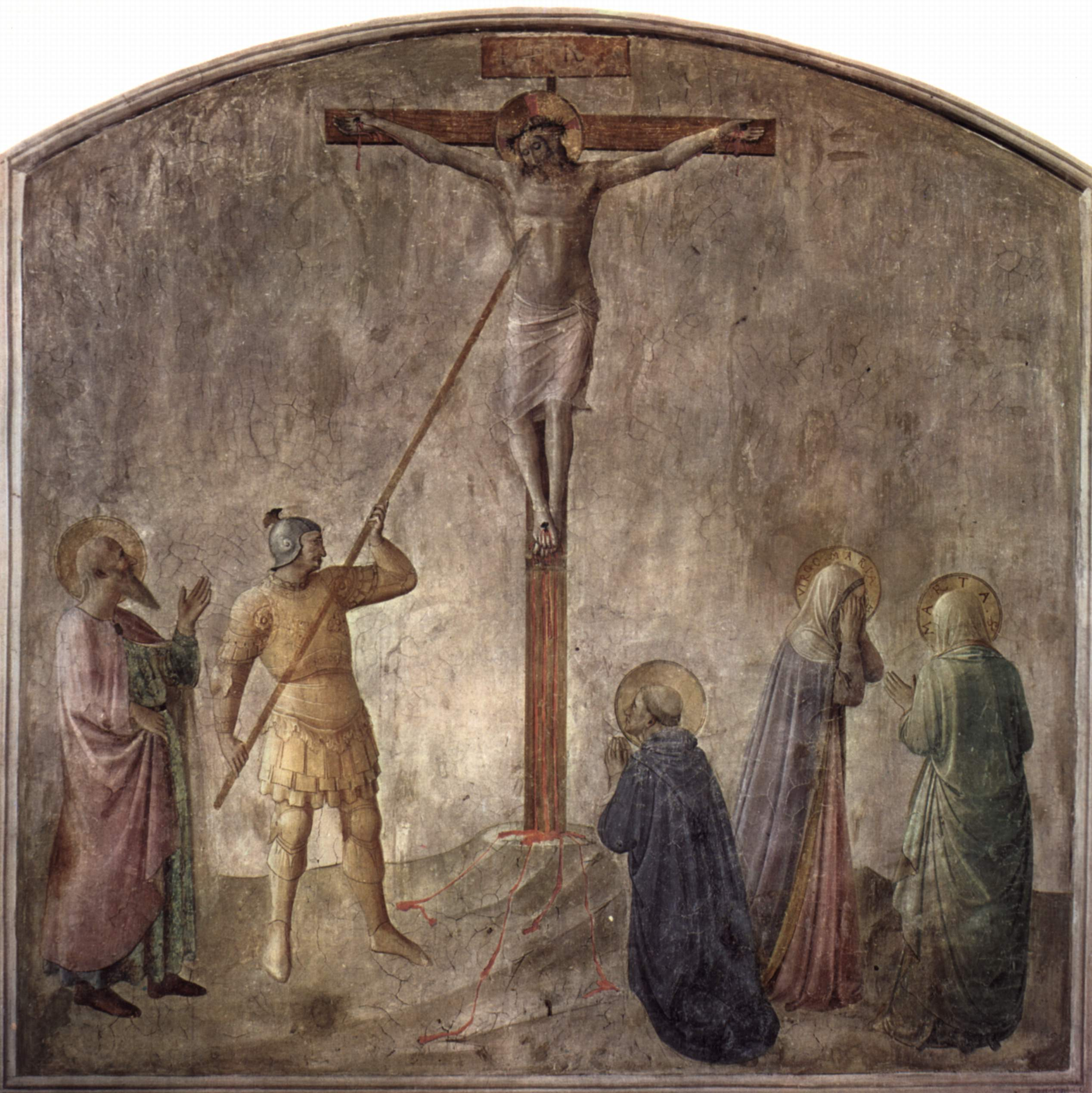
يسوع يُطعن بحربة

حربة المسيح أو الحربة المقدسة هو اسم الحربة التي طعن بها جنب يسوع حسب رواية يوحنا للصلب.
يذكر إنجيل يوحنا (19 : 31-37) فقط الحربة ولا ذكر لها في الاناجيل القانونية الأخرى. يروي الإنجيل ان الرومان ارادوا كسر ركب يسوع من أجل تسريع موته لكنهم اكتشفوا أنه ميت لذا لم يفعلوا ذلك. وللتأكد من موته قام جندي بطعن يسوع بحربة.
لَكِنَّ وَاحِداً مِنَ الْعَسْكَرِ طَعَنَ جَنْبَهُ بِحَرْبَةٍ وَلِلْوَقْتِ خَرَجَ دَمٌ وَمَاءٌ (يوحنا 19 : 34).